# Drepanocentron jimna
Drepanocentron jimna is een schietmot uit de familie Xiphocentronidae. De soort komt voor in het Oriëntaals gebied.